# Delfinul (constelație)
Delfinul (în latină, Delphinus) este o mica constelație nordică din apropierea ecuatorului ceresc.

## Descriere și localizare

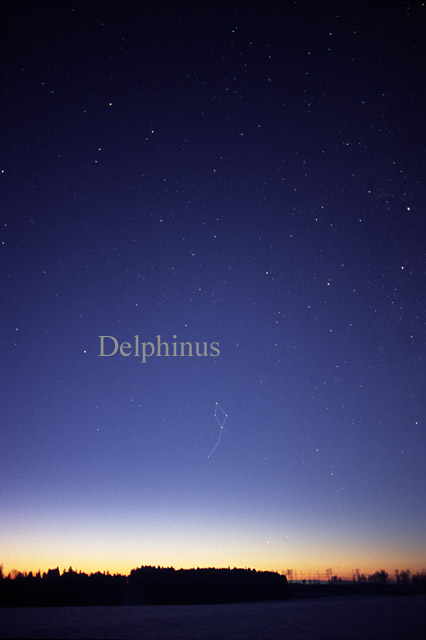
Constelația Delfinul văzută cu ochiul liber. Pentru identificarea mai ușoară au fost trasate linii între stele.

Deși mică, Delfinul este o constelație ușor de remarcat pe cerul de vară. În interiorul constelației stelele Sualocin (α Del), Rotanev (β Del), Delta și Gamma Delphini formează un asterism, cu formă romboidală, ușor de recunoscut, numit în limba engleză „Job's Coffin” (Sicriul lui Iov). Delfinul se află în nord-vestul luminoasei stele Altair (din constelația Vulturul) și, astfel, poate fi ușor localizată. Se învecinează cu (pornind de la nord, în ordinea acelor de ceasornic) Vulpea, Săgeata, Vulturul, Vărsătorul, Calul Mic și Pegas.
Datorită faptului că este situată aproape de ecuatorul ceresc constelația Delfinul poate fi văzută din ambele emisfere terestre.
Coordonate:  20h 42m 00s, +13° 48′ 00″